# Golobok
Golobok (cyr. Голобок) – wieś w Serbii, w okręgu podunajskim, w gminie Smederevska Palanka. W 2011 roku liczyła 1981 mieszkańców.